# Kanon (rettesnor)
 For alternative betydninger, se Kanon. (Se også artikler, som begynder med Kanon)

## Etymologi
Kanon ((græsk): κανών = kanōn for 'rør, målestok eller rettesnor') udtales som kanon (musik). Optræder i klassisk græsk om det, der holder mål, eller det, der er i overensstemmelse med en norm.
Udtales ofte på dansk fejlagtigt med tryk på A, selv om det på græsk er med tryk på O.
Begrebet kanon er i nyere tid i Danmark særligt blevet anvendt til lister over kultur, demokrati og historie.

## Kanonbegrebet i dag
En kanon kan i dag beskrives som liste af forskellige elementer. Dette kan være værker, idéer, værdier, artefakter eller begivenheder, der er anset for de mest vigtige og betydningsfulde indenfor et bestemt felt. Listen er ofte udarbejdet af en særlig gruppe personer. Den samlede viden i form af kulturelle artefakter som bøger, musikpartiturer osv. udgør en kulturel hukommelse, som bl.a. bibevares af arkiver og museer. Det er fra denne videnspulje hvorfra en kanon udvælges. I en kanon kan der være indlejret forskellige æstetiske og ideologiske værdisæt. En kanon kan i nogle tilfælde kritiseres for det der udelades i udvælgelsesprocessen (Se eksempelvis Kritik af historiekanonen).
Kanonbegrebet bliver ofte sat i sammenhæng med begreber om dannelse og kulturarv. Dannelsesbegrebet henfører i denne sammenhæng til en fælles og almen dannelse.
“In modern times cultural policy has constituted a medium – possibly a medium more important than any other – to understand questions of identity and national self-awareness in Europe.”
En kanon kan fungere som et kulturpolitisk redskab -altså mediet til at forstå spørgsmål og national selvbevidsthed, da der i kanonbegrebet ligger et potentiale for at definere og skabe en fælles social identitet og kulturarv, hvorigennem man kan konstituere en fælles kohærens samt forståelse og selvbevidsthed; eksempelvis på nationalt eller internationalt plan. Dermed indkapsler begrebet også en idé om en form for fælles essens og national identitet, som alle indenfor et givent fællesskab deler.